# Куракин, Михаил Анатольевич
Князь Михаил Анатольевич Куракин (25 октября 1872 — 16 марта 1930) — киевский губернский предводитель дворянства, придворный из рода Куракиных.

## Биография
Средний сын шталмейстера князя Анатолия Александровича Куракина и жены его княжны Елизаветы Михайловны Волконской. Родился в Петербурге, крещен 21 ноября 1872 года в Исаакиевском соборе при восприемстве дяди князя Б. А. Куракина и Е. А. Балашовой.
Окончил Санкт-Петербургскую 3-ю гимназию (1891) и Санкт-Петербургский университет с дипломом 1-й степени (1895). Воинскую повинность отбывал в 44-м драгунском Нижегородском полку, 14 февраля 1897 года произведен в прапорщики запаса армейской кавалерии по Петербургскому уезду.
28 февраля 1897 года поступил на службу в Министерство внутренних дел с откомандированием в распоряжение Главноначальствующем гражданской частью на Кавказе. В 1897—1903 годах состоял чиновником особых поручений VII и VI класса при Главноначальствующем. В 1901 году был пожалован придворным званием камер-юнкера.
Женившись в 1901 году на Татьяне Георгиевне Врангель, вскоре переехал в унаследованное ею имение Казацкое в Звенигородском уезде Киевской губернии, где посвятил себя ведению хозяйства и общественной деятельности. По введении земских учреждений в Западном крае, 2 апреля 1904 года назначен земским гласным по Звенигородскому уезду, 20 июля того же года — членом Звенигородской управы по делам земского хозяйства, 20 июля 1907 года — земским гласным по Звенигородскому уезду на второе трехлетие. 19 августа 1909 года назначен киевским губернским предводителем дворянства, в каковой должности пробыл до 1912 года. 6 мая 1910 года пожалован в церемониймейстеры, а 6 мая 1914 года — в должность егермейстера. Был герольдом ордена св. Екатерины.
Кроме того, в разные годы состоял почетным мировым судьей по Мологскому уезду (1897—1903), членом попечительного совета Звенигородского коммерческого училища (1904—1908), почетным членом Шполянского местного попечительства детских приютов, почетным мировым судьей Звенигородского судебно-мирового округа (1908—1911), почетным попечителем Киевской гимназии «Группы родителей» (1910—1913), почетным мировым судьей Киевского и Звенигородского округов (1911—1914), а также председателем совета Киевского промышленного общества взаимного кредита.
С началом Первой мировой войны был призван в 85-ю конную сотню Государственного ополчения, в 1915 году перемещен в 9-й уланский Бугский полк. За боевые отличия награжден двумя орденами. 7 августа 1916 года произведен в корнеты. 18 января 1917 года назначен состоять в распоряжении Главнокомандующего армиями Юго-Западного фронта.
В эмиграции во Франции, жил в Париже. В 1920-е годы входил в совет Союза русских дворян, в 1922 году — председатель правления Землячеств Киева, Харькова, Екатеринослава, Подолии, Полтавы, Северной Таврии.

## Семья
С 29 апреля 1901 года был женат на баронессе Татьяне Георгиевне Врангель (1879—1970). В 1919 году проживала с сыном в Киеве, при вступлении в город войск Красной Армии была арестована и в Москве посажена в тюрьму. Была приговорена к смерти, но казнь была за большие деньги заменена вечной тюрьмой. В ноябре 1920 года была освобождена и в 1921 году смогла выехать за границу. Проживала в Италии в Болгери, где написала воспоминания.
Их сын Андрей (1903—1983).

## Награды
- Орден Святого Станислава (1901)
- Орден Святой Анны 3-й степени «за отлично-усердную службу и труды, понесенные во время военных действий» (ВП 27.07.1915)
- Орден Святой Анны 2-й ст «за отлично-усердную службу и труды, понесенные во время военных действий» (1915)
- Орден Святой Анны 4-й ст. с надписью «за храбрость» (1916)
- Орден Святого Владимира 4-й ст. с мечами и бантом (ВП 24.11.1916)

Иностранные:
- австрийский орден Франца-Иосифа, кавалерский крест (1900)